# Mistrzostwa Świata w Narciarstwie Dowolnym 1991
Mistrzostwa świata w narciarstwie dowolnym 1991 były to trzecie mistrzostwa świata w narciarstwie dowolnym. Odbyły się w amerykańskim Lake Placid, w dniach 11 – 17 lutego 1991 r. Zarówno mężczyźni jak i kobiety rywalizowali w tych samych czterech konkurencjach: jeździe po muldach, skokach akrobatycznych, balecie narciarskim oraz kombinacji. Reprezentanci Polski nie startowali.

## Wyniki

### Mężczyźni

#### Jazda po muldach
- Data: 14 lutego 1991

| Medal | Zawodnik           | Narodowość        |
| ----- | ------------------ | ----------------- |
|       | Edgar Grospiron    | Francja           |
|       | Bernard Brandt     | Szwajcaria        |
|       | Chuck Martin       | Stany Zjednoczone |
| 4     | Siergiej Szuplecow | ZSRR              |
| 5     | Olivier Allamand   | Francja           |
| 6     | Jörgen Pääjärvi    | Szwecja           |
| 7     | Björn Åberg        | Szwecja           |
| 8     | Petri Penttinen    | Finlandia         |

#### Skoki akrobatyczne
- Data: 17 lutego 1991

| Medal | Zawodnik          | Narodowość        |
| ----- | ----------------- | ----------------- |
|       | Philippe Laroche  | Kanada            |
|       | John Ross         | Kanada            |
|       | Dave Valenti      | Stany Zjednoczone |
| 4     | Lloyd Langlois    | Kanada            |
| 5     | Jean-Marc Bacquin | Francja           |
| 6     | Nicolas Fontaine  | Kanada            |
| 7     | Didier Méda       | Francja           |
| 8     | Kris Feddersen    | Stany Zjednoczone |

#### Balet narciarski
- Data: 12 lutego 1991

| Medal | Zawodnik           | Narodowość        |
| ----- | ------------------ | ----------------- |
|       | Lane Spina         | Stany Zjednoczone |
|       | Roberto Franco     | Włochy            |
|       | Dave Walker        | Kanada            |
| 4     | Richard Peirce     | Kanada            |
| 5     | Armin Weiß         | Niemcy            |
| 6     | Hermann Reitberger | Niemcy            |
| 7     | Fabrice Becker     | Francja           |
| 8     | Heini Baumgartner  | Szwajcaria        |

#### Kombinacja
- Data: 17 lutego 1991

| Medal | Zawodnik           | Narodowość        |
| ----- | ------------------ | ----------------- |
|       | Siergiej Szuplecow | ZSRR              |
|       | Jeff Viola         | Kanada            |
|       | Youri Gilg         | Francja           |
| 4     | Trace Worthington  | Stany Zjednoczone |
| 5     | Hugo Bonatti       | Austria           |

### Kobiety

#### Jazda po muldach
- Data: 17 lutego 1991

| Medal | Zawodnik             | Narodowość        |
| ----- | -------------------- | ----------------- |
|       | Donna Weinbrecht     | Stany Zjednoczone |
|       | Tatjana Mittermayer  | Niemcy            |
|       | Birgit Stein-Keppler | Niemcy            |
| 4     | LeeLee Morrison      | Kanada            |
| 5     | Maggie Connor        | Stany Zjednoczone |
| 6     | Stine Lise Hattestad | Norwegia          |
| 7     | Petra Moroder        | Włochy            |
| 8     | Melanie Palenik      | Stany Zjednoczone |

#### Skoki akrobatyczne
- Data: 16 lutego 1991

| Medal | Zawodnik             | Narodowość |
| ----- | -------------------- | ---------- |
|       | Wasilisa Siemienczuk | ZSRR       |
|       | Elfie Simchen        | Niemcy     |
|       | Liselotte Johansson  | Szwecja    |
| 4     | Marie Lindgren       | Szwecja    |
| 5     | Catherine Lombard    | Francja    |
| 6     | Sabine Horvath       | Szwajcaria |
| 7     | Colette Brand        | Szwajcaria |
| 8     | Kirstie Marshall     | Australia  |

#### Balet narciarski
- Data: 11 lutego 1991

| Medal | Zawodnik        | Narodowość        |
| ----- | --------------- | ----------------- |
|       | Ellen Breen     | Stany Zjednoczone |
|       | Jan Bucher      | Stany Zjednoczone |
|       | Cathy Féchoz    | Francja           |
| 4     | Julia Snell     | Wielka Brytania   |
| 5     | Nadège Ferrier  | Francja           |
| 6     | Åsa Magnusson   | Szwecja           |
| 7     | Jelena Batałowa | ZSRR              |
| 8     | Yukako Tanaka   | Japonia           |

#### Kombinacja
- Data: 16 lutego 1991

| Medal | Zawodnik         | Narodowość        |
| ----- | ---------------- | ----------------- |
|       | Maja Schmid      | Szwajcaria        |
|       | Conny Kissling   | Szwajcaria        |
|       | Kristean Porter  | Stany Zjednoczone |
| 4     | Jilly Curry      | Wielka Brytania   |
| 5     | Katherina Kubenk | Kanada            |

## Klasyfikacja medalowa
| Miejsce | Państwo           |   |   |   | Razem |
| ------- | ----------------- | - | - | - | ----- |
| 1.      | Stany Zjednoczone | 3 | 1 | 3 | 7     |
| 2.      | ZSRR              | 2 | 0 | 0 | 2     |
| 3.      | Kanada            | 1 | 2 | 1 | 4     |
| 4.      | Szwajcaria        | 1 | 2 | 0 | 3     |
| 5.      | Francja           | 1 | 0 | 2 | 3     |
| 6.      | Niemcy            | 0 | 2 | 1 | 3     |
| 7.      | Włochy            | 0 | 1 | 0 | 1     |
| 8.      | Szwecja           | 0 | 0 | 1 | 1     |